# Pulvillus (Gliederfüßer)

Tarsus
1 Klaue (Unguis)
2 Pulvillus
3 Empodium
4 Arolium (Fußlappen)

Der Pulvillus, deutsch auch als „Haftlappen“ bezeichnet, ist ein lappenförmiges Haftorgan am Fußsegment (Tarsus) der Beine von Gliederfüßern. Die Pulvillen liegen an der Unterseite der Klauen und tragen Hafthaare. Sie erhöhen die Adhäsion an glatten Oberflächen. Zwischen den Pulvillen kann ein borsten- (setiform) oder lappenförmiges (pulvilliform) Sohlenläppchen (Empodium) ausgebildet sein.